# Corrine, Corrina
«Corrine, Corrina» (en ocasiones titulado «Corrina, Corrina») es una canción blues de doce compases grabada originalmente por Bo Carter en diciembre de 1928. Sin embargo, no fue registrada hasta 1932 por Armener "Bo Charter" Chatmon y sus editores, Mitchell Parish y J. Mayo Williams. Mississippi Sheiks, con el nombre de Jackson Blue Boys y con Papa Charlie McCoy en la voz, grabaron la misma canción en 1930, aunque con el título «Sweet Alberta», sustituyendo las palabras «Corrine, Corrina» por «Sweet Alberta». «Corrine, Corrina» se ha convertido en un clásico en varios géneros musicales, incluyendo el blues, el rock and roll y el swing.

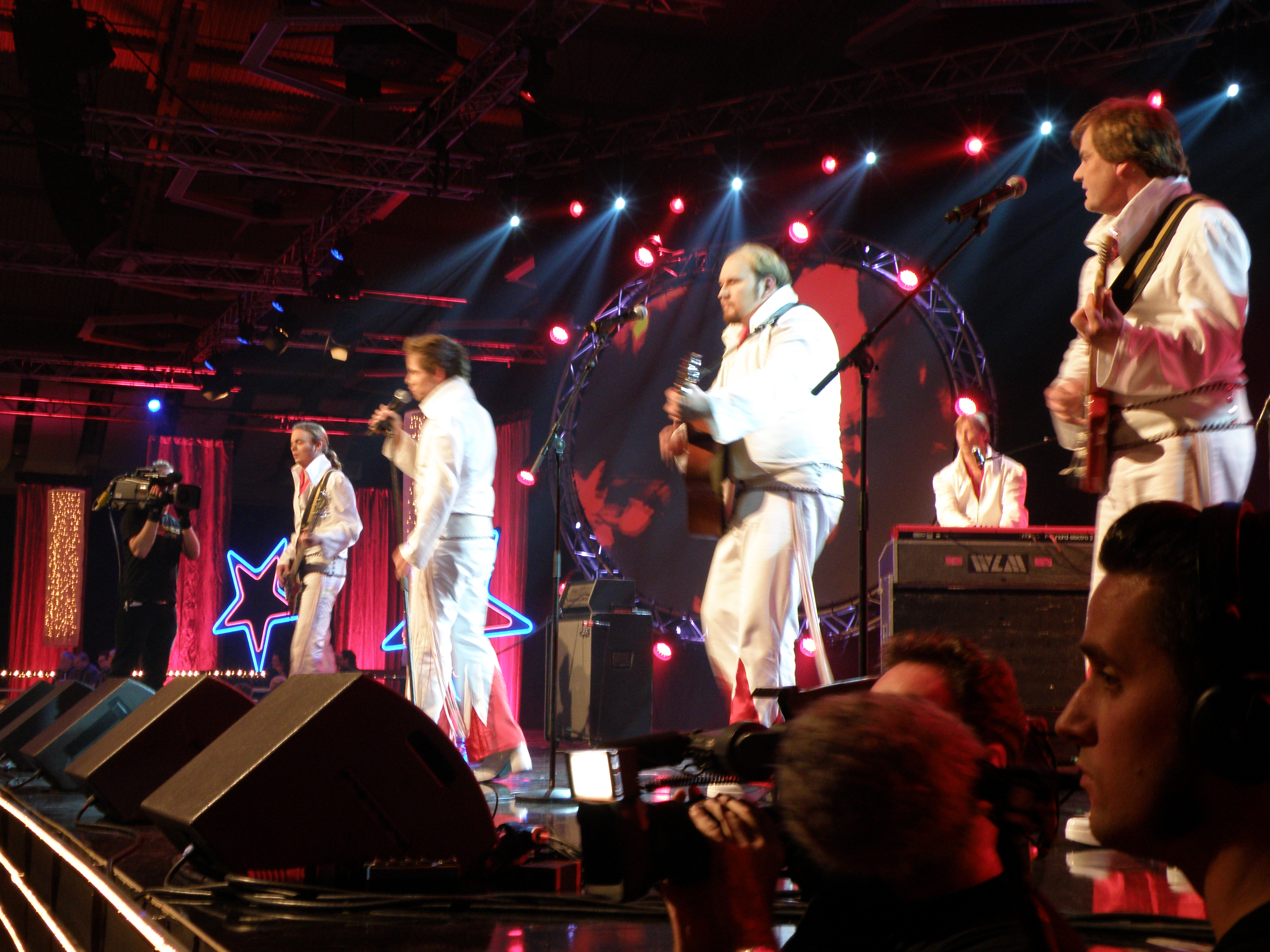
Larz-Kristerz interpreta Corrine Corrina en el cuarto episodio del programa de televisión Dansbandskampen

## Historia
«Corrine, Corrina» puede tener diferentes raíces tradicionales, aunque las primeras versiones son diferentes tanto a nivel musical como lírico. Una de las primeras versiones es la canción «Has Anybody Seen My Corrine?», publicada por Roger Graham en 1918. Vernon Dalhart grabó una versión vocal en 1918, y la Original Jazz Band de Wilbur Sweatman realizó una versión instrumental el mismo año. 
Blind Lemon Jefferson grabó una versión de «C.C. Rider» en abril de 1926 que incluyó una estrofa similar: «If you see Corrina, tell her to hurry home, I ain't had no true love since Corrina been gone» (en español: «Si ves a Corrina, dile que se apresure a llegar, no tenía un amor verdadero desde que Corrina se fue»).
En 1934, Milton Brown y His Musical Brownies grabaron la canción con el título de «Where Have You Been So Long, Corrine», a modo de western swing. Poco después, Bob Wills adaptó el tema como «Corrine, Corrina», en el mismo estilo musical. Siguiendo a la grabación con The Texas Playboys el 15 de abril de 1940, la canción entró en el repertorio de clásicos de todas las bandas de swing, influyendo la adopción de «Corrine, Corrina» por bandas de cajún y luego por artistas de country.
«Corrine, Corrina» es también una canción importante relacionada con el pionero uso de instrumentos amplificados eléctricamente en bandas del oeste. Fue una de las canciones grabadas durante una sesión en Dallas el 28 de septiembre de 1935 por Roy Newman & His Boys. Su guitarrista, Jim Boyd, tocó la que fue la primera guitarra amplificada en una grabación.
Años después, «Corrine, Corrina» entró en la tradición del folk acústico durante la década de 1960, y especialmente cuando Bob Dylan tocó una versión en su álbum The Freewheelin'. Aunque su versión contiene una estructura y letras semejantes a la original, su melodía está basada en el tema «Stones in My Passway», grabada por Robert Johnson en 1937. La versión de Dylan también incluyó versos prestados de la canción de Johnson como: «I got a bird that whistles, I got a bird that sings» (en español: «Tenía un pájaro que silbaba, tenía un pájaro que cantaba»).
Varios artistas han versionado la canción a lo largo de los años, incluyendo Eric Clapton, con el título de «Alberta, Alberta», Willie Nelson, Steve Gillette y Leo Kottke, con un estilo similar al de Dylan y una letra idéntica.